# Enrico Chiavacci
Don Enrico Chiavacci (Siena, 16 luglio 1926 – Ruffignano, 25 agosto 2013) è stato un presbitero e teologo italiano.
È stato uno dei massimi teologi morali italiani del secondo Novecento, soprattutto nei temi dell'etica sessuale, della giustizia sociale e della pace.

## Biografia
Nato a Siena nel 1926, era figlio del filosofo Gaetano Chiavacci. Dopo gli studi superiori, inizia la facoltà di ingegneria, che lascia per entrare nel Seminario dell'Arcidiocesi di Firenze. Viene ordinato prete il 9 luglio 1950 e dopo gli studi di teologia morale si dedica all'insegnamento e alla ricerca.
Oltre all'attività accademica, Chiavacci ha sempre mantenuto il contatto con la vita pastorale della sua diocesi, come parroco della parrocchia di San Silvestro in Ruffignano, frazione di Sesto Fiorentino, dal 1961 fino alla morte, avvenuta il 25 agosto 2013.

## Attività accademica
Dottore in teologia morale, ha insegnato negli anni filosofia moderna e contemporanea presso il liceo del Seminario fiorentino (1960-1966), filosofia morale presso lo Studio teologico fiorentino (1961-1965), teologia morale presso il medesimo istituto (divenuto Facoltà Teologica dell’Italia Centrale dal 1997), dal 1966 al 1998, allorché diventa docente emerito. Proseguì il suo insegnamento in corsi monografici e seminari, a Firenze, sia presso la Facoltà teologica che presso l'Istituto Superiore di Scienze Religiose "B. Ippolito Galanti", fino al 2010. La sua Facoltà teologica gli ha dedicato, il 6 maggio 2013, un convegno di studi, in cui è stata riconosciuta l'importanza della sua ricerca per la teologia morale del post-Concilio. Nella sua sede la Facoltà conserva l’archivio personale del moralista fiorentino .
Oltre alla Facoltà fiorentina, ha insegnato presso l'Istituto teologico dei Missionari Saveriani di Parma negli anni ottanta, curando poi periodicamente la formazione teologica permanente dei missionari nei vari paesi del loro impegno (soprattutto Africa e America Latina). È stato visiting professor presso numerose istituzioni, tra cui la Facoltà Teologica dell’Italia Meridionale, l'Università degli Studi di Firenze, l'Università Cattolica di Milano, l'Università di Leida, l'Università di Vienna, l'Accademia Teologica del Patriarcato di Mosca e varie Università degli Stati Uniti d'America. Molto vasta anche la sua opera come autori di libri e di articoli per le principali riviste di teologia italiane ed internazionali.
È stato presidente dell'Associazione Teologica Italiana per lo Studio della Morale dal 1979 al 1984, membro della presidenza della Societas Ethica (European Society for Research in Ethics) dal 1981 al 1985, membro di Pax Christi International, membro del comitato direttivo della Rivista di Teologia Morale e del comitato scientifico di Rivista di sessuologia.

## Pubblicazioni
- Etica sociale (Roma 1966);
- 'La Gaudium et Spes (Roma 1969);
- Proposte morali fra l'antico e il nuovo (Assisi 1973);
- Morale della vita fisica (Bologna 1979);
- Teologia morale (3 volumi in 4 tomi): 1. Morale generale (Cittadella, Assisi 1977); Teologia morale 2. Complementi di morale generale (Cittadella, Assisi 1980); Teologia morale 3/1. Teologia morale e vita economica (Cittadella, Assisi 1986); Teologia morale 3/2. Morale della vita economica, politica e di comunicazione (Cittadella, Assisi 1990);
- Dal dominio alla pace (La Meridiana, Molfetta 1993);
- Invito alla teologia morale (Queriniana, Brescia 1995; nuova ed. 2024);
- Il cammino della morale. Enrico Chiavacci a colloquio con Valentino Maraldi, Àncora, Milano 2005 (Strade maestre) ISBN 9788851402419
- Teologia morale fondamentale (Assisi 2007).